# Plocepasser mahali
Plocepasser mahali là một loài chim trong họ Ploceidae.